# Fajardo
Fajardo is een plaats (zona urbana) in het Amerikaanse unincorporated territory Puerto Rico, en tevens de naam van de omliggende gemeente (municipio).

## Demografie
Bij de volkstelling in 2000 werd het aantal inwoners vastgesteld op 33.286. De gemeente telde 40.712 inwoners.

## Geografie
Volgens het United States Census Bureau beslaat de plaats een oppervlakte van
21,3 km², waarvan 21,2 km² land en 0,1 km² water. Fajardo ligt op ongeveer 10 m boven zeeniveau. De gemeente heeft een landoppervlakte van 77 km².

## Plaatsen in de nabije omgeving
De onderstaande figuur toont nabijgelegen plaatsen in een straal van 32 km rond Fajardo.

## Geboren in Fajardo
- Ivonne Coll (1947), actrice